# Vasqueziella
Vasqueziella là một chi lans, comprising of 2 species bản địa của Peru.